# Reykjavík Games 2013
Reykjavík Games 2013 – halowy mityng lekkoatletyczny, który odbył się 19 stycznia 2013 w Reykjavíku.
Zawody były pierwszą odsłoną cyklu European Athletics Indoor Permit Meetings w sezonie 2013.

## Rezultaty
| NR – rekord kraju \| WL – najlepszy tegoroczny wynik na listach światowych |

### Mężczyźni
| Konkurencja:              | 1. miejsce                | Rezultat |
| Bieg na 60 m              | Roy Schmidt               | 6,91     |
| Bieg na 400 m             | Kolbeinn Hödur Gunnarsson | 48,32 NR |
| Bieg na 1500 m            | Kevin Stadler             | 1:50,67  |
| Bieg na 3000 m            | Thorbergur Ingi Jónsson   | 8:30,97  |
| Bieg na 60 m przez płotki | Sölvi Guðmundsson         | 8,78     |
| Skok wzwyż                | Sölvi Guðmundsson         | 1,90     |
| Skok o tyczce             | Bjarki Gíslason           | 5,10     |
| Skok w dal                | Kristinn Torfason         | 7,63     |
| Pchnięcie kulą            | Heiðar Geirmundsson       | 16,22    |

### Kobiety
| Konkurencja:              | 1. miejsce                   | Rezultat   |
| Bieg na 60 m              | Rebekka Haase                | 7,47       |
| Bieg na 400 m             | Stefanía Valdimarsdóttir     | 57,16      |
| Bieg na 800 m             | Aníta Hinriksdóttir          | 2:04,79 NR |
| Bieg na 3000 m            | Rannveig Oddsdóttir          | 10:25,03   |
| Bieg na 60 m przez płotki | Jenna Pletsch                | 8,32       |
| Skok wzwyż                | Kristín Lív Svabo Jónsdóttir | 1,58       |
| Skok w dal                | Hafdís Sigurdjardóttir       | 5,94       |
| Pchnięcie kulą            | Sveinbjörg Zophoníasdóttir   | 12,80      |